# Lijst van nummer 1-albums in de Album Top 100 in 1997
Onderstaande albums stonden in 1997 op nummer 1 in de Album Top 100, de voorloper van de huidige Media Markt Album Top 40. De lijst werd samengesteld door de Stichting Nederlandse Top 40.
| Nummer | Datum        | Artiest                       | Titel                                        |
| ------ | ------------ | ----------------------------- | -------------------------------------------- |
|        | 4 januari    | geen Album Top 100 verschenen | geen Album Top 100 verschenen                |
| 284    | 11 januari   | Toni Braxton                  | Secrets                                      |
| 285    | 18 januari   | No Doubt                      | Tragic Kingdom                               |
| 286    | 25 januari   | Marco Borsato                 | De waarheid                                  |
|        | 1 februari   | Marco Borsato                 | De waarheid                                  |
|        | 8 februari   | Marco Borsato                 | De waarheid                                  |
|        | 15 februari  | Marco Borsato                 | De waarheid                                  |
|        | 22 februari  | Marco Borsato                 | De waarheid                                  |
|        | 1 maart      | Marco Borsato                 | De waarheid                                  |
|        | 8 maart      | Marco Borsato                 | De waarheid                                  |
| 287    | 15 maart     | U2                            | Pop                                          |
| 288    | 22 maart     | Andrea Bocelli                | Romanza                                      |
| 289    | 29 maart     | Spice Girls                   | Spice                                        |
|        | 5 april      | Spice Girls                   | Spice                                        |
|        | 12 april     | Spice Girls                   | Spice                                        |
|        | 19 april     | Spice Girls                   | Spice                                        |
| 290    | 26 april     | Frans Bauer & Marianne Weber  | Frans Bauer & Marianne Weber                 |
|        | 3 mei        | Frans Bauer & Marianne Weber  | Frans Bauer & Marianne Weber                 |
|        | 10 mei       | Frans Bauer & Marianne Weber  | Frans Bauer & Marianne Weber                 |
| 291    | 17 mei       | Jantje Smit                   | Ik zing dit lied voor jou alleen             |
|        | 24 mei       | Jantje Smit                   | Ik zing dit lied voor jou alleen             |
| 292    | 31 mei       | Michael Jackson               | Blood on the Dance Floor: HIStory in the Mix |
|        | 7 juni       | Michael Jackson               | Blood on the Dance Floor: HIStory in the Mix |
| 289    | 14 juni      | Spice Girls                   | Spice                                        |
|        | 21 juni      | Spice Girls                   | Spice                                        |
|        | 28 juni      | Spice Girls                   | Spice                                        |
|        | 5 juli       | Spice Girls                   | Spice                                        |
|        | 12 juli      | Spice Girls                   | Spice                                        |
| 293    | 19 juli      | The Prodigy                   | The Fat of the Land                          |
|        | 26 juli      | The Prodigy                   | The Fat of the Land                          |
| 294    | 2 augustus   | Eternal                       | Before the Rain                              |
|        | 9 augustus   | Eternal                       | Before the Rain                              |
|        | 16 augustus  | Eternal                       | Before the Rain                              |
| 295    | 23 augustus  | Backstreet Boys               | Backstreet's Back                            |
|        | 30 augustus  | Backstreet Boys               | Backstreet's Back                            |
|        | 6 september  | Backstreet Boys               | Backstreet's Back                            |
|        | 13 september | Backstreet Boys               | Backstreet's Back                            |
|        | 20 september | Backstreet Boys               | Backstreet's Back                            |
| 296    | 27 september | Mariah Carey                  | Butterfly                                    |
|        | 4 oktober    | Mariah Carey                  | Butterfly                                    |
| 297    | 11 oktober   | De Kast                       | Niets te verliezen                           |
| 298    | 18 oktober   | The Rolling Stones            | Bridges to Babylon                           |
| 297    | 25 oktober   | De Kast                       | Niets te verliezen                           |
|        | 1 november   | De Kast                       | Niets te verliezen                           |
| 299    | 8 november   | Anouk                         | Together Alone                               |
| 300    | 15 november  | Spice Girls                   | Spiceworld                                   |
|        | 22 november  | Spice Girls                   | Spiceworld                                   |
| 301    | 29 november  | Céline Dion                   | Let's Talk About Love                        |
|        | 6 december   | Céline Dion                   | Let's Talk About Love                        |
|        | 13 december  | Céline Dion                   | Let's Talk About Love                        |
|        | 20 december  | Céline Dion                   | Let's Talk About Love                        |
|        | 27 december  | Céline Dion                   | Let's Talk About Love                        |

Lijsten van nummer 1-albums in de Nederlandse Album Top 100

1969 ·
1970 ·
1971 ·
1972 ·
1973 ·
1974 ·
1975 ·
1976 ·
1977 ·
1978 ·
1979 ·
1980 ·
1981 ·
1982 ·
1983 ·
1984 ·
1985 ·
1986 ·
1987 ·
1988 ·
1989 ·
1990 ·
1991 ·
1992 ·
1993 ·
1994 ·
1995 ·
1996 ·
1997 ·
1998 ·
1999 ·
2000 ·
2001 ·
2002 ·
2003 ·
2004 ·
2005 ·
2006 ·
2007 ·
2008 ·
2009 ·
2010 ·
2011 ·
2012 ·
2013 ·
2014 ·
2015 ·
2016 ·
2017 ·
2018 ·
2019 ·
2020 ·
2021 ·
2022 ·
2023 ·
2024 ·
2025

Lijsten van nummer 1-albums van de Stichting Nederlandse Top 40

1969 ·
1970 ·
1971 ·
1972 ·
1973 ·
1974 ·
1975 ·
1976 ·
1977 ·
1978 ·
1979 ·
1980 ·
1981 ·
1982 ·
1983 ·
1984 ·
1985 ·
1986 ·
1987 ·
1988 ·
1989 ·
1990 ·
1991 ·
1992 ·
1993 ·
1994 ·
1995 ·
1996 ·
1997 ·
1998 ·
1999 ·
2011 ·
2012 ·
2013 ·
2014 ·
2015
- Nederland
- Nederland (Album Top 100)
- Vlaanderen